# Raimundo Saporta
Raimundo Saporta Namías (* 16. Dezember 1926 in Paris; † 2. Februar 1997 in Madrid) war ein Sportfunktionär bei Real Madrid, dem spanischen Basketballverband (FEB) und der FIBA.

## Laufbahn
Raimundo Saporta kam als Sohn des Spaniers Jaime Saporta und der Französin Simone Nahmias in Paris auf die Welt. Als Frankreich im Zuge des Zweiten Weltkriegs von deutschen Truppen besetzt wurde, flüchtete die sephardisch-jüdische Familie Saporta im Jahr 1941 nach Madrid. 1947 begann Raimundo Saporta als Funktionär im spanischen Basketballverband zu arbeiten, und ein Jahr später wurde er zum Vizepräsidenten ernannt.

### Real Madrid
Im Zuge der Feiern zum 50-jährigen Jubiläum des Klubs bat Santiago Bernabéu 1952 den spanischen Basketballverband um einen Berater zur Organisation eines Basketballturniers. Beeindruckt von den organisatorischen Fähigkeiten Saportas verpflichtete der Präsident Real Madrids den erst 27-Jährigen. Bei Real Madrid wirkte er besonders in der Basketballsektion, die zu seiner Zeit zur erfolgreichsten Mannschaft Spaniens und Europas aufstieg, und wurde Schatzmeister des Gesamtvereins.
Ab 1962, und bis zum Ableben Santiago Bernabéus im Jahre 1978, hatte er das Amt des Vizepräsidenten inne. Obwohl der Vorstand ihn als Nachfolger Bernabéus vorschlug, verließ Saporta allerdings danach den Klub. Unter Ramón Mendoza kehrte Saporta zwar 1985 zum Klub zurück, trat aber aus gesundheitlichen Gründen 1991 endgültig ab.

### Spanischer Verband und FIBA
Trotz seines Wirkens bei Real Madrid stellte Saporta seine Tätigkeit beim spanischen Basketballverband und der FIBA nicht ein. 
Er galt als einer der Hauptverantwortlichen für die Gründung der spanischen Basketballliga 1956 sowie des Europapokals der Landesmeister 1957. Saporta war zudem Mitglied des Organisationskomitees der Basketball-Europameisterschaft 1973 sowie der Fußball-Weltmeisterschaft 1982.
Sein Tod löste große Trauer in der nationalen und internationalen Basketballszene aus. Der 
Europapokal der Pokalsieger wurde zu seinen Ehren in Saporta Cup umbenannt, und die damalige Basketballarena von Real Madrid in Pabellón Raimundo Saporta.
2007 wurde er als einer der ersten Funktionäre in die FIBA Hall of Fame aufgenommen. Den 'FIBA Order of Merit' erhielt er im März 1997.